# Ankus

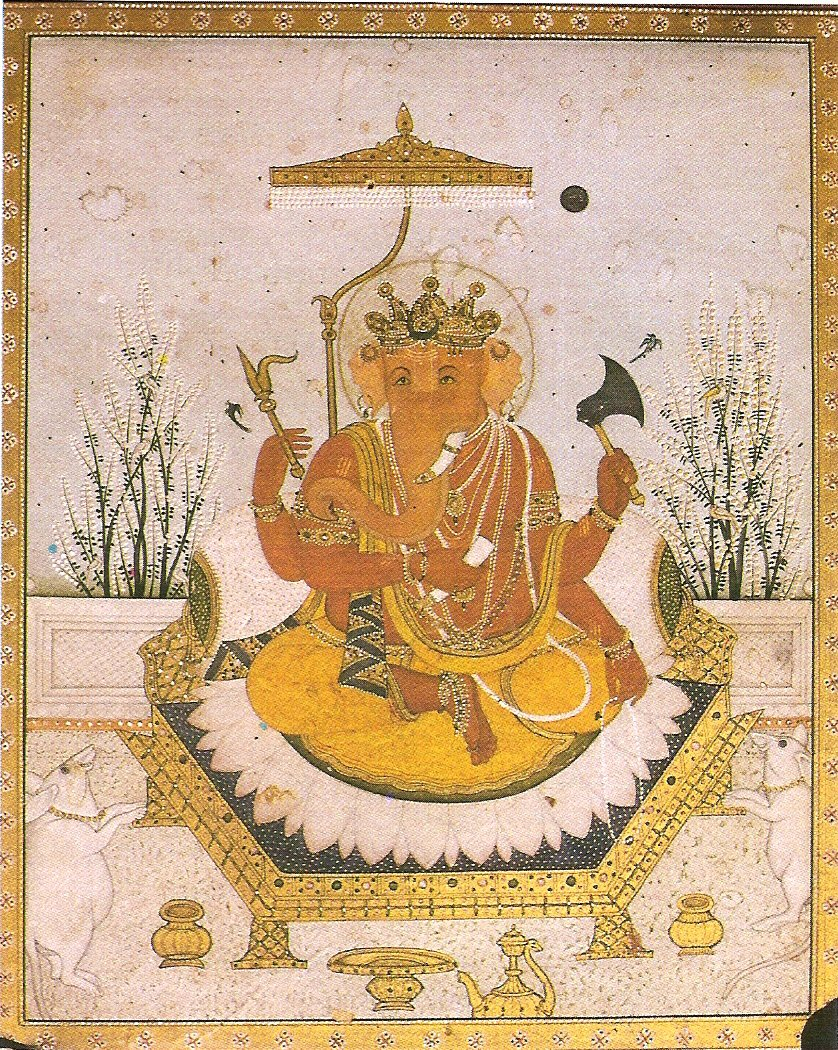
Ganesha mit einem Ankus an seinem rechten Arm

Der Ankus (Sanskrit: अंकुश, Aṅkuśa), auch Ancus, Fursi, Gusbar, Hendoo, Elephant Goad, ist eine Waffe und ein Werkzeug aus Indien. Er dient als Kommandohilfe bei Elefanten. Aṅkuśadhāra (अंकुशधार) ist auch eine Bezeichnung für den Mahut.

## Beschreibung
Der Ankus hat meist eine gerade, blattförmige Klinge. Seitlich von der Klinge ist ein spitzer Haken angebracht, der dazu dient, einen Elefanten durch Druckkommandos zu lenken. Die Klinge und der Haken sind mit Hilfe einer Tülle am Schaft befestigt. Der Schaft besteht aus Metall, Holz, Knochen oder Elfenbein. Bei Ganzmetallversionen ist der Schaft meist hohl gearbeitet; in diesen Schäften befinden sich Glöckchen aus Metall, die bei Bewegung des Ankus klingeln. Es gibt Ankus, die zum Gebrauch hergestellt sind, aber auch solche, die zur Dekoration und als Ausstellungsstück gefertigt sind. Die Ausstellungsversionen sind oft aus Edelmetallen gearbeitet und mit Edelsteinen verziert. Er dient auch zur Selbstverteidigung des Elefantenführers.